# Джиджовица
Джиджо̀вица е Литекс, наричан от местните жители и Джуджо̀вица, е квартал на град Своге. Намира се в съседство с махала „Острица“ и центъра на града, отстоящ на около километър пеша от квартала.
Сред по-важните преминаващи през квартала улици е „Панорамен път“.

## Исторически факти
- Жители на квартал „Косматица“ предлагат на общественика Виден Божилов да се заеме с прокарването на път от „Джиджовица“ до „Косматица“. За целта той създава необходимата организация; с помощта на председателя на Общинския съвет Милко Станчев и директора на Горско стопанство Асен Цонев пътят е завършен за няколко дни.[1]

## В литературата
Джиджовица присъства в електронната краеведска поредица „Бов – шепот от миналото“:
| „ | Прозорецът на моята стая гледа към планината отсреща, където е кв. Джиджовица. Половината от хълма е засаден с широколистна гора, другата – с иглолистна. Пролетта, когато се раззелени и стане свежа едната половина - втората контрастира с тъмнозелените си краски. Невероятна картина! Свикнала съм с нея и пейзажът ми липсва, когато съм другаде. Двете противоположно обагрени части са като доброто и злото, като красивото и грозното, като утрото и вечерта, като живота и смъртта. | “ |